# XXVIII Premis Turia
Els XXVIII Premis Turia foren concedits el 6 de juliol de 2019 per la revista valenciana Cartelera Turia amb la intenció de guardonar les persones i col·lectius que haguessen destacat l'any anterior en qualsevol de les categories i seccions que cobria la revista: cinema (pel·lícula espanyola i estrangera, actor i actriu), teatre, arts plàstiques, literatura, gastronomia, mitjans de comunicació, esports, música i literatura. La llista de guanyadors era escollida per l'equip de redactors i col·laboradors de la revista.
L'entrega es va dur a terme al centre cultural La Nau (Universitat de València) i va comptar amb l'actuació del cantautor A. Martí, Los Cheuwacas i el crooner valencià Juan Botella.
El premi consisteix en una estàtua que imitava la que sortia a la mítica pel·lícula El falcó maltès (1950) de John Huston.

## Guardons
Els guanyadors de l'edició foren:
| Categoria                                                          | Premiat                                | Labor premiada                                                                             |
| ------------------------------------------------------------------ | -------------------------------------- | ------------------------------------------------------------------------------------------ |
| Millor Actor Revelació                                             | Miguel Bernardeau                      | Élite                                                                                      |
| Millor adaptació a televisió                                       | Rodolf Sirera                          | La catedral del mar                                                                        |
| Pel suport a la producció de cinema                                | Cinema de TVE                          |                                                                                            |
| Premi especial                                                     | IVAM                                   | 30è Aniversari                                                                             |
| Premi trajectòria periodística                                     | Salvador Enguix Oliver                 | La Vanguardia                                                                              |
| Millor contribució a la recuperació de la memòria històrica        | Matías Alonso                          |                                                                                            |
| Millor museu privat de València                                    | Bombas Gens                            |                                                                                            |
| Millor contribució cívica per la querella argentina del franquisme | Associació Memorial 23 de abril        |                                                                                            |
| Millors distribuïdores del 2019                                    | Avalon Films Wanda Films               |                                                                                            |
| Millor contribució a la igualtat de la dona                        | CIMA                                   |                                                                                            |
| Millor contribució a la defensa del medi ambient                   | Fridays for Future                     |                                                                                            |
| Millor contribució literària                                       | Abelardo Muñoz                         |                                                                                            |
| Millor contribució musical                                         | Pep Gimeno                             |                                                                                            |
| Millor assaig                                                      | Enrique Herreras Maldonado Ana Noguera | Las contradicciones culturales del capitalismo en el siglo XXI.Una respuesta a Daniel Bell |